# Noel Zwischenbrugger
Noel Zwischenbrugger (* 24. März 2001) ist ein österreichischer Skirennläufer. Er gehört seit der Saison 2023/24 dem Ski Austria B-Kader an und ist auf die technischen Disziplinen Riesenslalom und Slalom spezialisiert.

## Biografie
Zwischenbrugger stammt aus Mellau im Bregenzerwald und startet für den dortigen Skiclub. Sein internationales Renndebüt gab er am 1. Dezember 2017 beim FIS Riesenslalom in Hochfügen. 2020 wurde Zwischenbrugger mangels zählbarer Ergebnisse aus den Ski Austria Kadern gestrichen, trainierte daraufhin in Eigenregie weiter. Im Dezember 2021 gab er sein Europacup Debüt, zog sich jedoch nur kurz danach einen Einriss des Syndesmosebandes zu.
In der Saison 2022/23 startete Zwischenbrugger hauptsächlich in den kontinentalen Cups. Im Europacup platzierte er sich bis auf ein Rennen in den Top 30, im Far East Cup konnte er ein Rennen für sich entscheiden. Zum Abschluss der Saison wurde er Österreichischer Vizemeister im Riesenslalom. Am 9. Dezember 2023 feierte Zwischenbrugger sein Weltcupdebüt und konnte sich mit Rang 13 auf Anhieb in der erweiterten Weltspitze platzieren. Nach Rang 22 im ersten Lauf erzielte er im zweiten Durchgang Laufbestzeit. Sein Start beim Rennen in Val-d’Isère kam nur zustande, da der ursprünglich qualifizierte Joshua Sturm krankheitsbedingt absagen musste. Seinen ersten Sieg im Europacup feierte Zwischenbrugger am 26. Februar 2024 beim Riesenslalom am Pass Thurn.

## Privates
Der Fußballspieler Jan Zwischenbrugger ist sein Onkel.

## Erfolge

### Weltcup
- 1 Platzierung unter den besten 15

### Weltcupwertungen
| Saison  | Gesamt | Gesamt | Riesenslalom | Riesenslalom |
| Saison  | Platz  | Punkte | Platz        | Punkte       |
| ------- | ------ | ------ | ------------ | ------------ |
| 2023/24 | 117.   | 20     | 40.          | 20           |

### Europacup
- Saison 2022/23: 19. Riesenslalomwertung
- Saison 2023/24: 5. Riesenslalomwertung
- 2 Podestplätze, davon 1 Sieg:

| Datum            | Ort        | Land       | Disziplin    |
| ---------------- | ---------- | ---------- | ------------ |
| 26. Februar 2024 | Pass Thurn | Österreich | Riesenslalom |

### Far East Cup
- Saison 2022/23: 9. Riesenslalomwertung
- 1 Sieg:

| Datum           | Ort  | Land  | Disziplin    |
| --------------- | ---- | ----- | ------------ |
| 26. Januar 2023 | Akan | Japan | Riesenslalom |

### Weitere Erfolge
- 4 Podestplätze bei FIS-Rennen
- Österreichischer Vizemeister im Riesenslalom (2023)